# Karol Groman
Karol Groman, także Grohman (ur. 5 sierpnia 1831 w Jarosławiu, zm. 29 września 1885 we Lwowie) – polski żołnierz, polityk galicyjski, wydawca i redaktor pism.

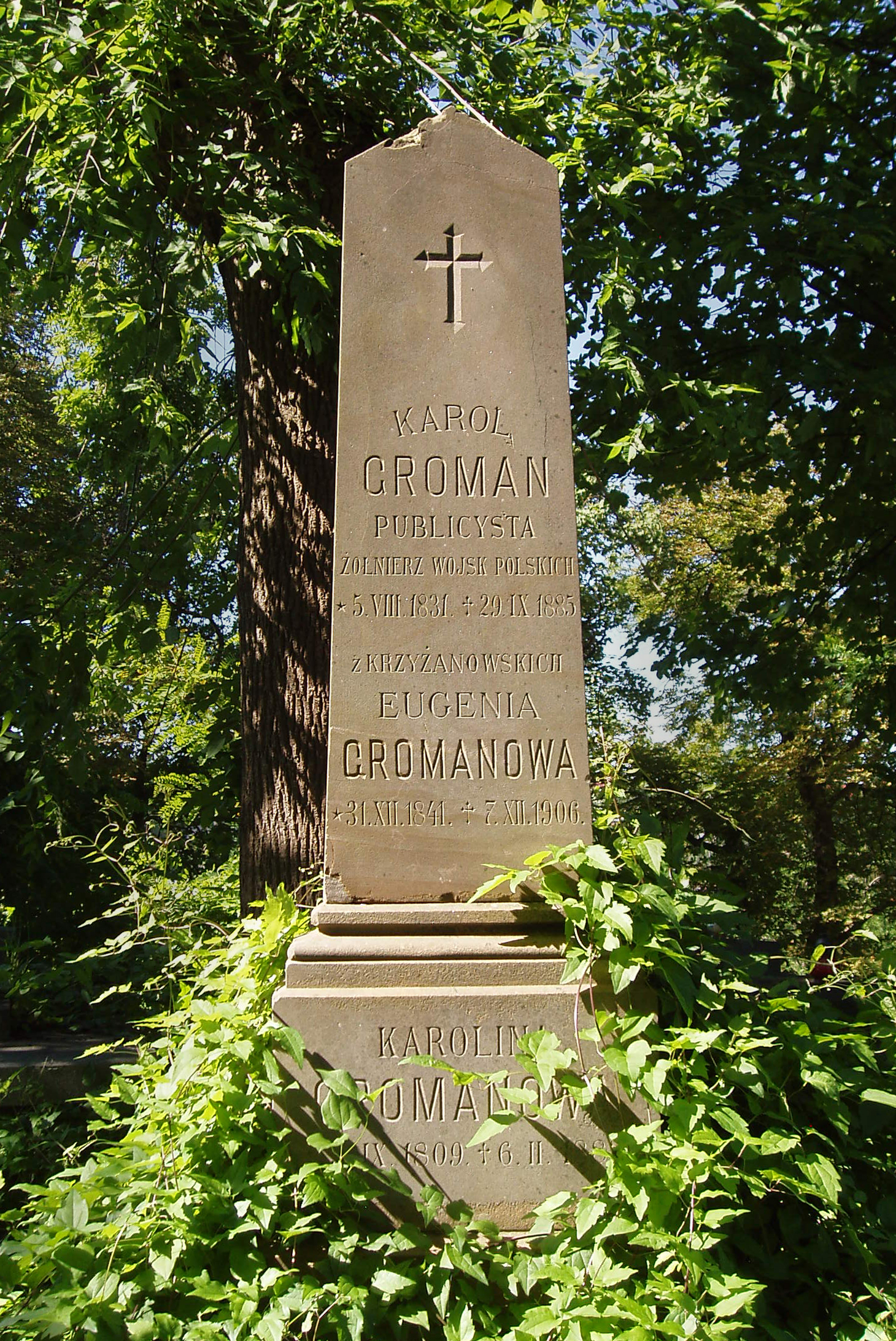
Nagrobek rodziny Gromanów

## Życiorys
Syn Franciszka Gromana i Karoliny Nidermajer. Służył w Legionach Polskich na Węgrzech gen. Józefa Wysockiego na Węgrzech w latach 1848–1849, w okresie powstania węgierskiego będącego częścią Wiosny Ludów; odbył całą kampanię. Następnie został przydzielony do armii Cesarstwa Austriackiego, w której uzyskał stopień oficerski. Odszedł z wojska w 1862 zamieszkując we Lwowie. Rozpoczął pracę, działając na rzecz poprawy sytuacji obywatelskiej i ekonomicznej lwowskich mieszczan. Był więziony za udział w organizacji powstania styczniowego.
Był politykiem galicyjskim, współzałożycielem Towarzystwa Narodowo-Demokratycznego we Lwowie w 1868 i członkiem jego władz. Współtworzył i redagował pisma lwowskie: „Przyjaciel Domowy: pismo dla ludu”, „Dziennik Lwowski”, „Wola: pismo literackie”, „Gazeta Narodowa”, „Służba Zdrowia Publicznego”, „Goniec Lwowski”. Był współwłaścicielem „Kuriera Lwowskiego”.
Zmarł 29 września 1885 na atak serca. Został pochowany na Cmentarzu Łyczakowskim we Lwowie.
Jego żoną była Eugenia z domu Krzyżanowska (1841-1905).